# Kojibioza
Kojibioza – organiczny związek chemiczny z grupy disacharydów. Składa się z dwóch jednostek glukozy połączonej wiązaniem α(1→2). Jest produktem karmelizacji glukozy.

## Występowanie
Kojibioza występuje w ekstraktach z kropidlaka żółtego (jap. 麹 kōji), od których japońskiej nazwy pochodzi nazwa cukru. Kojibioza występuje także w sake, miodzie i błonach komórkowych Enterococcus faecalis.

## Otrzymywanie
Najlepszą znaną metoda otrzymywania kojibiozy jest wyizolowanie częściowo zacetolizowanego dekstranu z Leuconostoc mesenteroides. Istnieją także metody enzymatycznej syntezy kojibiozy używając glikozydaz takich jak α-glikozydaza, glukoamylaza lub fosforylaza sacharozy.